# 王永成 (外交官)
王永成，中华人民共和国政治人物、外交官。1990年，接替戴诗琪担任中华人民共和国驻赤道几内亚大使。1993年，由徐绍海接任。